# 自由連合 (ポーランド)
自由連合は、中欧地域に位置するポーランドにおいて1994年4月から2005年2月まで存在していた中道政党で、民主党（PD-demokraci.pl）の前身となる政党である。

## 歴史
1990年に結成された中道政党である民主連合（UD）と自由民主会議（KLD）が、旧体制系（民主左翼連合や農民党）の政治勢力に対抗するため幅広い政治勢力を結集するべく、1994年4月24日に結成された。
1997年の総選挙では下院で60議席（得票率13.37％）を獲得、第1党となった連帯選挙行動（AWS）とともにブゼック（Jerzy Buzek）を首班とする連立政権の一翼を担った。しかし、ワルシャワ市議会における両党の対立を契機に、AWSとの関係が悪化し、2000年6月にUWは連立政権から離脱した。翌2001年の総選挙では旧KLD系のメンバーの大部分が同党を離脱し、新たに結成された市民プラットフォーム（PO）に移行したことで、UWの支持率は低迷し、議席阻止線である得票率5％を超える得票が得られなかったため、全議席を失った。その後、2004年欧州議会議員選挙では7％余りの得票率を得たことで4議席を獲得したものの、党勢は思うように回復せず翌年（2005年）に予定されていた総選挙での議席獲得が危ぶまれていた。そのため、2005年2月27日にマゾヴィエツキを中心に公平性を重視するリベラル路線を採る民主党（PD）へ組織転換をした。